# Rue Éblé
La rue Éblé est une voie du 7e arrondissement de Paris. 

## Situation et accès

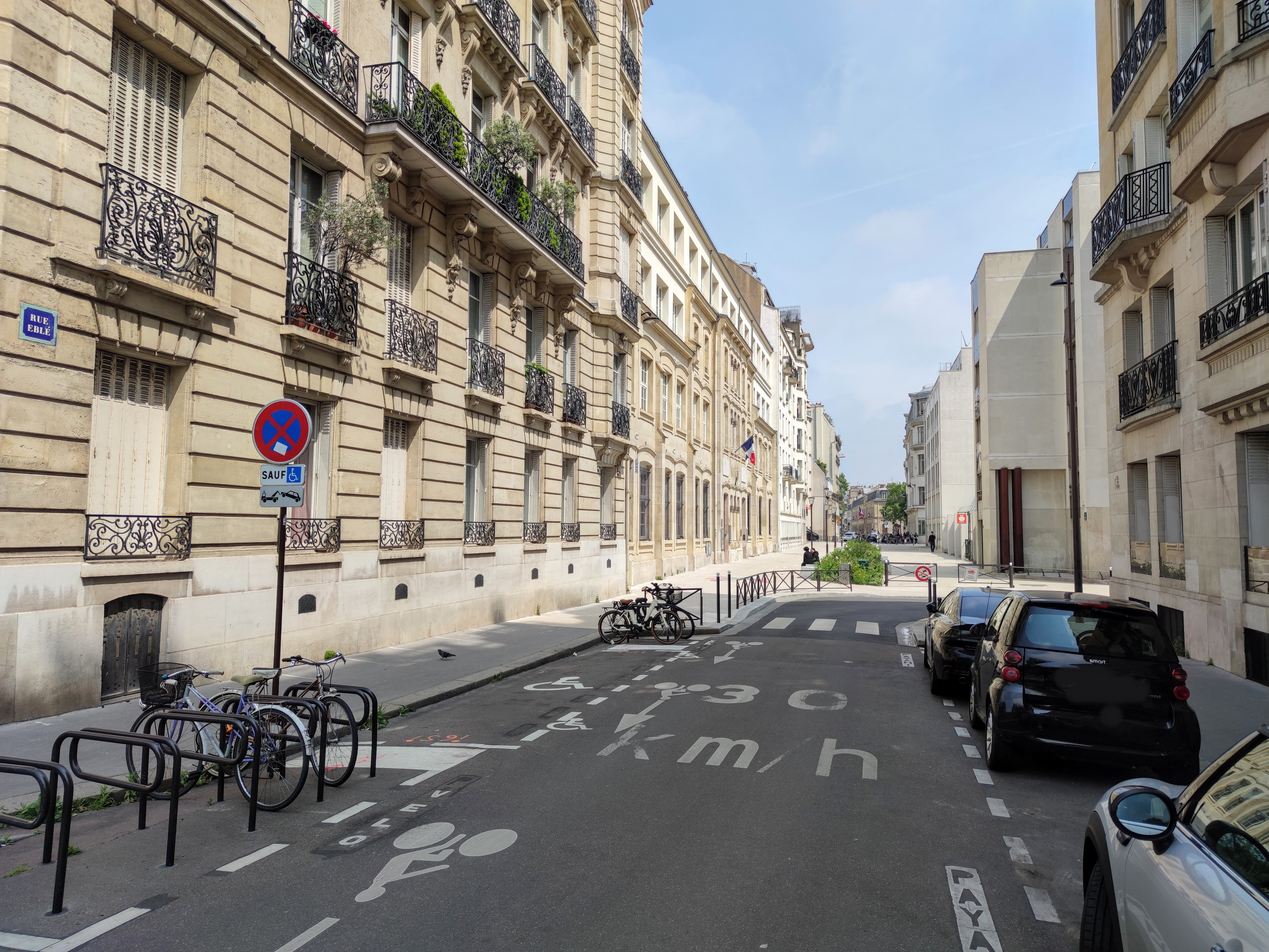
La rue en 2023.

Grossièrement orientée est-ouest, longue de 200 mètres, elle commence au 46, boulevard des Invalides et se termine au 39-53, avenue de Breteuil. 
Elle se situe à peu près à mi-distance entre les stations Saint-François-Xavier et Duroc, où circulent les trains de la ligne 13.
À partir du 16 août 2021, la rue devient en partie piétonne dans le cadre du programme « Rue aux écoles » initié par la mairie de Paris.

## Origine du nom

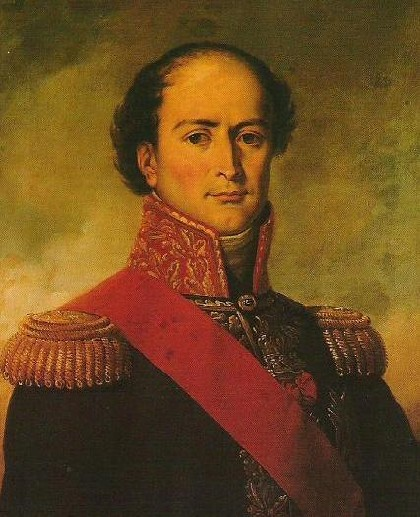
Jean-Baptiste Éblé.

Elle porte le nom de Jean-Baptiste Éblé (1758-1812), général de division sous le Premier Empire.

## Historique
Ouverte en 1790 sous le nom de « rue Neuve-Plumet », elle prend le nom de « rue Éblé » en 1851.

## Bâtiments remarquables et lieux de mémoire

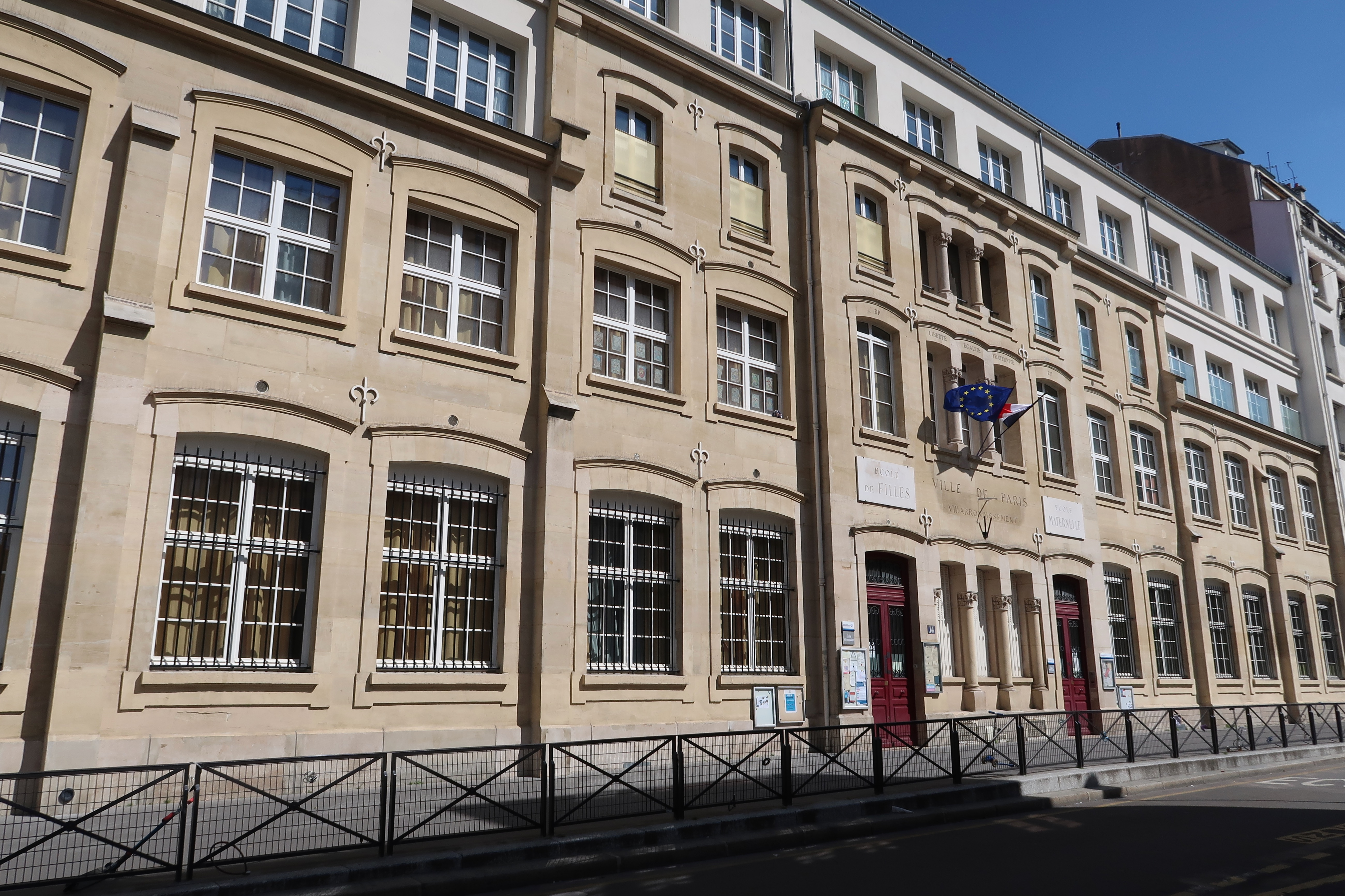
No 14 : école.

- No 5 : siège du Racing Club de France.
- Nos 7-9 : ambassade des Pays-Bas en France.
- No 14 : école élémentaire.